# 조선사편수회
조선사편수회(朝鮮史編修會)는 『조선사』의 편찬을 목적으로 설립된 조선총독부의 총독 직할 기관이다. 1925년 6월 칙령 제218호로 공포한 ‘조선사편수회관제’(朝鮮史編修會官制)에 따라 만들어졌다.

## 설립 이전
《조선사 편수회 사업 개요》 제1장 〈총설〉에서는 조선사 편수회 설립 배경을 다음과 같이 기록하고 있다.
조선의 문화는 그 연원이 매우 오래고, 우수한 것도 적지 않으며, 정치·경제·문학·예술·풍속·가요 등에서 각각 그 특색을 갖고 있지만, 그것을 학술적으로 연구한 것이 없고, 수천 년에 달하는 문화변천의 흔적을 더듬을 만한 사승(史乘)을 찾아볼 수 없음은 실로 유감으로 여기는 바이다. 따라서 일한병합이 되자 데라우치 총독은 시정을 시작함에 있어서 조선에 가장 적절한 새로운 정치를 펴기 위해 먼저 취조국을 설치하여 구관(舊慣)제도의 조사를 행하게 하였고, 아울러 조선사의 편찬을 계획하였다. 그러나 그 계획은 미처 구체화되기 전에 여러 차례 제도 개혁이 있었고, 이 구관제도 조사사업은 다이쇼 4년(1915년) 중추원으로 이관됨에 따라, 중추원에서는 특별히 편찬과를 두어서 조선반도사의 편찬에 착수하였다. 이것이 총독부의 조선사 편찬계획의 첫걸음이었다. 그렇지만 이와 같은 소규모 사업으로는 도저히 조선사 편찬의 목적을 달성할 수 없음은 분명해졌을 뿐만 아니라, 고기록(古記錄)·고문서, 그밖의 사료라 할 수 있는 문헌들이 점차 인멸되어 사라지고 있는 실상에 비추어, 그 규모를 한층 확대하여 가급적 신속히 편찬해야 할 필요를 인정하고, 다이쇼 11년(1922년) 12월 총독부 훈령 제64호로써 조선사 편찬 위원회 규정을 공표하고, 조선 역사에 조예가 깊은 일본과 조선의 학자들을 가려 뽑아 고문, 위원으로 임명하고 그 조직을 완비하였다.

이처럼 1922년에 조선사 편찬 위원회가 설립되었고, 이 위원회가 조선사 편수회의 전신에 해당한다.

## 경과
조선사 편찬 위원회는 1925년 해산되었고, 조선사 편수회로 재조직되었다. 일본과 조선의 학자들이 자료 수집과 집필에 참여하였고, 1937년까지 97만 5,534원이라는 거금을 들여 《조선사》 35편, 《사료총서》 102편, 《사료복본》 1,623편을 편찬하였다. 1938년 《조선사》 37권이 간행되었다. 1945년 8·15 광복으로 해산되었다.

## 평가
조선사 편수회에 대해서는, 일본 민족의 우위성을 입증하고 한국인의 민족 의식 말살을 목적으로 발족된 기구로, 일제가 한국 침략과 지배에 정당성을 부여하고, 한국사를 왜곡하여 타율적이고 정체된 사대주의적인 역사로 규정하는 활동을 하였다는 부정적인 평가가 일반적으로 내려지고 있다.

## 직제 및 직원 명단
이하 직책별 직원 정보는 《조선사 편수회 사업 개요》를 기반으로 하여 작성되었다. 성명 옆의 날짜는 재임 기간이다.

### 조선사 편찬 위원회 (1922~1925)

#### 위원장
| 성명            | 한자 표기 | 취임            | 퇴임           | 취임 당시 관직 | 비고 |
| --------------- | --------- | --------------- | -------------- | -------------- | ---- |
| 아리요시 주이치 | 有吉 忠一 | 1922년 6월 15일 | 1924년 7월 4일 | 정무총감       |      |
| 시모오카 주지   | 下岡 忠治 | 1924년 7월 4일  | 1925년 6월 8일 | 정무총감       |      |

#### 고문
| 성명   | 한자 표기 | 취임             | 퇴임           | 취임 당시 관직 | 비고 |
| ------ | --------- | ---------------- | -------------- | -------------- | ---- |
| 이완용 | 李完用    | 1922년 12월 28일 | 1925년 6월 8일 | 중추원 부의장  |      |
| 박영효 | 朴泳孝    | 1922년 12월 28일 | 1925년 6월 8일 | 중추원 고문    |      |
| 권중현 | 權重顯    | 1922년 12월 28일 | 1925년 6월 8일 | 자작           |      |

#### 위원
| 성명              | 한자 표기   | 취임             | 퇴임            | 취임 당시 관직       | 비고                 |
| ----------------- | ----------- | ---------------- | --------------- | -------------------- | -------------------- |
| 나가노 간         | 長野 幹     | 1922년 12월 28일 | 1924년 12월 1일 | 중추원 서기관장      | 전임(轉任)           |
| 오다 미키지로     | 小田 幹次郞 | 1922년 12월 28일 | 1923년 3월 29일 | 중추원 서기관장      | 의원면관             |
| 유맹              | 劉猛        | 1922년 12월 28일 | 1925년 6월 8일  | 중추원 참의          |                      |
| 이능화            | 李能和      | 1922년 12월 28일 | 1925년 6월 8일  | 총독부 편수관        |                      |
| 어윤적            | 魚允迪      | 1922년 12월 28일 | 1925년 6월 8일  | 중추원 참의          |                      |
| 정만조            | 鄭萬朝      | 1922년 12월 28일 | 1925년 6월 8일) | 경학원 부제학        | [ 3 ]                |
| 이마니시 류       | 今西 龍     | 1922년 12월 28일 | 1925년 6월 8일  | 교토 제국대학 조교수 |                      |
| 이나바 이와키치   | 稻葉 岩吉   | 1922년 12월 28일 | 1925년 6월 8일  | 중추원 촉탁          |                      |
| 마쓰이 히토시     | 松井 等     | 1922년 12월 28일 | 1923년 8월 16일 |                      | 면직                 |
| 가야하라 마사조   | 栢原 昌三   | 1922년 12월 28일 | 1924년 3월      |                      | 사망                 |
| 이병소            | 李秉韶      | 1922년 12월 28일 | 1925년 6월 8일  |                      |                      |
| 윤영구            | 尹寗求      | 1922년 12월 28일 | 1925년 6월 8일  |                      |                      |
| 현채              | 玄采        | 1922년 12월 28일 | 1925년 2월 3일  |                      | 사망                 |
| 홍희              | 洪憙        | 1922년 12월 28일 | 1925년 6월 8일  |                      |                      |
| 이상영            | 李商永      | 1922년 12월 28일 | 1923년 3월 25일 |                      | 연로함을 이유로 사직 |
| 후카가와 덴지로   | 深川 傳次郞 | 1923년 4월 18일  | 1924년 6월 8일  | 중추원 서기관        | 전임                 |
| 오쓰카 쓰네사부로 | 大塚 常三郞 | 1924년 12월 12일 | 1925년 6월 8일  | 중추원 서기관장      |                      |
| 이진호            | 李軫鎬      | 1924년 12월 12일 | 1925년 6월 8일  | 학무국장             |                      |
| 야마자키 마사오   | 山崎 眞雄   | 1924년 12월 12일 | 1925년 6월 8일  | 중추원 서기관        |                      |

#### 간사
| 성명            | 한자 표기 | 취임             | 퇴임           | 취임 당시 관직          | 비고 |
| --------------- | --------- | ---------------- | -------------- | ----------------------- | ---- |
| 이나바 이와키치 | 稻葉 岩吉 | 1922년 12월 28일 | 1925년 6월 8일 | 중추원 촉탁             |      |
| 김동준          | 金東準    | 1922년 12월 28일 | 1925년 6월 8일 | 중추원 통역관 겸 서기관 |      |

#### 서기
| 성명            | 한자 표기 | 취임             | 퇴임           | 취임 당시 관직 | 비고 |
| --------------- | --------- | ---------------- | -------------- | -------------- | ---- |
| 가네코 마사키요 | 金子 正潔 | 1922년 12월 28일 | 1925년 6월 8일 | 중추원속       |      |
| 가쓰라기 스에지 | 葛城 末治 | 1922년 12월 28일 | 1925년 6월 8일 | 중추원속       |      |
| 김용적          | 金容迪    | 1922년 12월 28일 | 1925년 6월 8일 | 중추원속       |      |

#### 촉탁
| 성명            | 한자 표기 | 취임             | 퇴임            | 취임 당시 관직     | 비고            |
| --------------- | --------- | ---------------- | --------------- | ------------------ | --------------- |
| 이나바 이와키치 | 稻葉 岩吉 | 1922년 12월 1일  | 1925년 6월 6일  |                    | 해촉            |
| 마쓰이 히토시   | 松井 等   | 1922년 12월 1일  | 1923년 7월 31일 |                    | 해촉            |
| 홍희            | 洪憙      | 1922년 12월 31일 | 1925년 6월 6일  |                    | 해촉            |
| 가야하라 마사조 | 栢原 昌三 | 1922년 12월 10일 | 1924년 3월      |                    | 사망            |
| 이능화          | 李能和    | 1923년 12월 31일 | 1925년 6월 6일  |                    | 해촉            |
| 다카하시 다쿠지 | 高橋 琢二 | 1924년 6월 30일  | 1925년 6월 6일  |                    | 수사관보에 임명 |
| 세노 우마쿠마   | 瀨野 馬熊 | 1924년 11월 30일 | 1925년 6월 6일  | 중추원 촉탁        | 해촉            |
| 구로이타 가쓰미 | 黑板 勝美 | 1924년 11월 30일 | 1925년 6월 6일  | 도쿄 제국대학 교수 | 해촉            |

### 조선사 편수회 (1925~1945)

#### 회장
| 성명              | 한자 표기   | 취임             | 퇴임             | 취임 당시 직책 | 비고     |
| ----------------- | ----------- | ---------------- | ---------------- | -------------- | -------- |
| 시모오카 주지     | 下岡 忠治   | 1925년 6월 6일   | 11월 22일        | 정무총감       | 사망     |
| 유아사 구라헤이   | 湯淺 倉平   | 1925년 12월 3일  | 1927년 12월 23일 | 정무총감       | 의원면관 |
| 이케가미 시로     | 池上 四郞   | 1927년 12월 23일 | 1929년 4월 4일   | 정무총감       | 사망     |
| 고다마 히데오     | 兒玉 秀雄   | 1929년 6월 22일  | 1931년 6월 19일  | 정무총감       | 의원면관 |
| 이마이다 기요노리 | 今井田 淸德 | 1931년 6월 19일  | 1936년 8월 5일   | 정무총감       | 의원면관 |
| 오노 로쿠이치로   | 大野 綠一郞 | 1936년 8월 5일   |                  | 정무총감       |          |

#### 고문
| 성명            | 한자 표기   | 취임            | 퇴임            | 취임 당시 직책      | 비고     |
| --------------- | ----------- | --------------- | --------------- | ------------------- | -------- |
| 이완용          | 李完用      | 1925년 7월 20일 | 1926년 2월 12일 | 중추원 부의장, 후작 | 사망     |
| 권중현          | 權重顯      | 1925년 7월 20일 | 1934년 3월 19일 | 중추원 고문, 자작   | 사망     |
| 박영효          | 朴泳孝      | 1925년 7월 20일 | 1939년          | 중추원 고문, 후작   |          |
| 나이토 도라지로 | 內藤 虎次郞 | 1925년 9월 22일 | 1934년 6월 26일 | 교토 제국대학 교수  | 사망     |
| 핫토리 우노키치 | 服部 宇之吉 | 1925년 9월 22일 |                 | 도쿄 제국대학 교수  |          |
| 구로이타 가쓰미 | 黑板 勝美   | 1925년 9월 22일 |                 | 도쿄 제국대학 교수  |          |
| 야마다 사부로   | 山田 三良   | 1933년 9월 8일  | 1936년 1월 16일 | 경성제국대학 교수   | 의원면관 |
| 이윤용          | 李允用      | 1934년 4월 17일 |                 | 중추원 고문         |          |
| 하야미 히로시   | 速水 滉     | 1936년 3월 7일  |                 | 경성제국대학 총장   |          |

#### 위원
| 성명              | 한자 표기   | 취임             | 퇴임             | 취임당시 직책        | 비고       |
| ----------------- | ----------- | ---------------- | ---------------- | -------------------- | ---------- |
| 이쿠타 세이자부로 | 生田 淸三郞 | 1925년 7월 20일  | 1929년 11월 8일  | 중추원 서기관장      | 의원면관   |
| 시노다 지사쿠     | 篠田治策    | 1925년 7월 20일  |                  | 이왕직차관           |            |
| 이진호            | 李軫鎬      | 1925년 7월 20일  | 1929년 1월 19일  | 학무국장             | 의원면관   |
| 오다 쇼고         | 小田省吾    | 1925년 7월 20일  |                  | 총독부 사무관        |            |
| 유맹              | 劉猛        | 1925년 7월 20일  | 1930년 3월 21일  | 중추원 참의          | 사망       |
| 어윤적            | 魚允迪      | 1925년 7월 20일  | 1935년 3월 7일   | 중추원 참의          | 사망       |
| 이마니시 류       | 今西 龍     | 1925년 7월 20일  | 1932년 5월 20일  | 교토 제국대학 조교수 | 사망       |
| 야마자키 마사오   | 山崎 眞雄   | 1925년 7월 20일  | 1928년 3월 30일  | 중추원 서기관        | 전임(轉任) |
| 이능화            | 李能和      | 1925년 7월 20일  |                  | 총독부 사무관        |            |
| 이병소            | 李秉韶      | 1925년 7월 20일  |                  |                      |            |
| 윤영구            | 尹寗求      | 1925년 7월 20일  |                  |                      |            |
| 고타케 기미요시   | 高武 公美   | 1928년 5월 22일  | 1929년 10월 28일 | 중추원 서기관        | 전임       |
| 최남선            | 崔南善      | 1928년 12월 20일 |                  | 촉탁                 |            |
| 이마무라 다케시   | 今村 武志   | 1929년 12월 4일  | 1931년 7월 22일  | 중추원 서기관장      | 의원면관   |
| 다케베 긴이치     | 武部 欽一   | 1929년 12월 5일  | 1931년 7월 1일   | 학무국장             | 의원면관   |
| 하리마 겐시로     | 張間 源四郞 | 1930년 1월 18일  | 1932년 2월 12일  | 중추원 서기관        | 의원면관   |
| 하야시 시게조     | 林 繁藏     | 1930년 7월 15일  | 1937년 10월 30일 | 재무국장             | 의원면관   |
| 우시지마 쇼조     | 牛島 省三   | 1931년 11월 7일  | 1936년 5월 21일  | 중추원 서기관장      | 의원면관   |
| 하야시 시게키     | 林 茂樹     | 1931년 11월 7일  | 1933년 8월 4일   | 학무국장             | 의원면관   |
| 오타니 쇼신       | 大谷 勝眞   | 1931년 11월 7일  |                  | 경성제국대학 교수    |            |
| 마쓰모토 이오리   | 松本 伊織   | 1932년 3월 4일   | 1934년 11월 5일  | 중추원 서기관        | 전임       |
| 후지타 료사쿠     | 藤田 亮策   | 1933년 4월 13일  |                  | 경성제국대학 교수    |            |
| 와타나베 도요히코 | 渡邊 豊日子 | 1933년 9월 8일   | 1936년 5월 21일  | 학무국장             | 의원면관   |
| 오타케 주로       | 大竹 十郞   | 1936년 6월 3일   |                  | 중추원 서기관장      |            |
| 도미나가 후미카즈 | 富永 文一   | 1936년 6월 3일   | 1937년 7월 3일   | 학무국장             | 의원면관   |
| 미즈타 나오마사   | 水田 直昌   | 1937년 11월 9일  |                  | 재무국장             |            |

#### 간사
| 성명            | 한자 표기   | 취임             | 퇴임             | 취임 당시 관직          | 비고     |
| --------------- | ----------- | ---------------- | ---------------- | ----------------------- | -------- |
| 야마자키 마사오 | 山崎 眞雄   | 1925년 7월 20일  | 1928년 3월 31일  | 중추원 서기관           | 전임     |
| 김동준          | 金東準      | 1925년 7월 21일  | 1925년 9월 10일  | 중추원 서기관           | 전임     |
| 이나바 이와키치 | 稻葉 岩吉   | 1925년 7월 21일  | 1937년 6월 26일  | 총독부 수사관           | 의원면관 |
| 정교원          | 鄭僑源      | 1925년 9월 18일  | 1928년 3월 30일  | 중추원 통역관 겸 서기관 | 전임     |
| 고타케 기미요시 | 高武 公美   | 1928년 5월 22일  | 1929년 10월 28일 | 중추원 서기관           | 전임     |
| 이동진          | 李東鎭      | 1928년 5월 22일  | 1928년 7월 27일  | 중추원 통역관 겸 서기관 | 사망     |
| 손영목          | 孫永穆      | 1928년 12월 4일  | 1929년 10월 28일 | 중추원 통역관 겸 서기관 | 전임     |
| 엄창섭          | 嚴昌燮      | 1929년 12월 3일  | 1934년 12월 12일 | 중추원 통역관 겸 서기관 | 전임     |
| 하리마 겐시로   | 張間 源四郞 | 1929년 12월 12일 | 1932년 2월 12일  | 중추원 서기관           | 의원면관 |
| 마쓰모토 이오리 | 松本 伊織   | 1932년 2월 16일  | 1934년 11월 5일  | 중추원 서기관           | 전임     |
| 고타키 모토이   | 上瀧 基     | 1933년 12월 8일  | 1936년 6월 3일   | 중추원 서기관           | 전임     |
| 김대우          | 金大羽      | 1934년 2월 15일  | 1936년 5월 28일  | 중추원 통역관 겸 서기관 | 전임     |
| 노세타니 간료   | 野世溪 閑了 | 1934년 12월 12일 |                  | 중추원 서기관           |          |
| 신가이 하지메   | 新貝 肇     | 1936년 6월 30일  | 1937년 7월 3일   | 인사과장                | 전임     |
| 김병욱          | 金秉旭      | 1936년 7월 17일  |                  | 중추원 통역관 겸 서기관 |          |

#### 수사관
| 성명              | 한자 표기 | 취임             | 퇴임            | 취임 당시 관직                  | 비고     |
| ----------------- | --------- | ---------------- | --------------- | ------------------------------- | -------- |
| 이나바 이와키치   | 稻葉 岩吉 | 1925년 6월 25일  | 1937년 6월 26일 | 촉탁                            | 의원면관 |
| 후지타 료사쿠     | 藤田 亮策 | 1925년 6월 25일  | 1926년 6월 23일 | 총독부 편수관                   | 전임     |
| 홍희              | 洪憙      | 1925년 6월 25일  | 1935년 1월 7일  | 촉탁                            | 사망     |
| 나카무라 히데타카 | 中村 榮孝 | 1928년 12월 27일 | 1937년 6월 26일 | 촉탁                            | 의원면관 |
| 스에마쓰 야스카즈 | 末松 保和 | 1935년 4월 13일  | 1935년 6월 8일  | 수사관보                        | 전임     |
| 가쓰라기 스에지   | 葛城 末治 | 1936년 8월 22일  | 1937년 3월 31일 | 중추원속 겸 조선총독부 수사관보 | 전임     |
| 신석호            | 申奭鎬    | 1938년 9월 22일  |                 | 수사관보                        |          |

#### 수사관보
| 성명              | 한자 표기   | 취임            | 퇴임            | 취임 당시 관직 | 비고            |
| ----------------- | ----------- | --------------- | --------------- | -------------- | --------------- |
| 다카하시 다쿠지   | 高橋 琢二   | 1925년 6월 6일  | 1933년 6월 30일 | 중추원 촉탁    | 의원면관        |
| 가쓰라기 스에지   | 葛城 末治   | 1925년 8월 8일  | 1936년 8월 22일 | 중추원속       | 수사관에 임명됨 |
| 이병도            | 李丙燾      | 1925년 8월 8일  | 1927년 5월 30일 |                | 의원면관        |
| 쓰루미 다쓰키치   | 鶴見 立吉   | 1925년 8월 18일 | 1928년 4월 14일 |                | 의원면관        |
| 우시오다 후키조   | 潮田 富貴藏 | 1927년 5월 31일 | 1927년 8월 24일 |                | 의원면관        |
| 스에마쓰 야스카즈 | 末松 保和   | 1928년 3월 21일 | 1935년 4월 13일 | 촉탁           | 수사관에 임명됨 |
| 신석호            | 申奭鎬      | 1930년 5월 2일  | 1937년 9월 22일 | 촉탁           | 수사관에 임명됨 |
| 하기와라 히데오   | 萩原 秀雄   | 1933년 6월 31일 | 1936년 3월 6일  | 촉탁           | 의원면관        |
| 다가와 고조       | 田川 孝三   | 1935년 4월 12일 |                 | 촉탁           |                 |
| 이종명            | 李鍾明      | 1936년 3월 12일 | 1937년 5월 10일 | 고원(雇員)     | 의원면관        |

#### 서기
| 성명            | 한자 표기   | 취임            | 퇴임             | 취임 당시 관직 | 비고            |
| --------------- | ----------- | --------------- | ---------------- | -------------- | --------------- |
| 현양섭          | 玄陽燮      | 1925년 6월 6일  | 1934년 8월 28일  | 중추원 고원    | 의원면관        |
| 가네코 마사키요 | 金子 正潔   | 1925년 8월 18일 | 1928년 3월 18일  | 중추원속       | 의원면관        |
| 김용적          | 金容迪      | 1925년 8월 18일 | 1930년 12월 23일 | 중추원속       | 의원면관        |
| 오노 도쿠조     | 小野 德三   | 1925년 9월 28일 | 1929년 4월 5일   |                | 의원면관        |
| 가쓰라기 스에지 | 葛城 末治   | 1929년 2월 17일 | 1936년 8월 22일  | 수사관보       | 수사관에 임명됨 |
| 가치 세이지로   | 可知 淸次郞 | 1933년 7월 14일 |                  | 중추원속       | 겸임            |
| 마에다 고조     | 前田 耕造   | 1935년 4월 12일 |                  | 촉탁           |                 |

#### 촉탁위원
| 성명              | 한자 표기   | 취임             | 퇴임             | 취임당시 직책       | 비고              |
| ----------------- | ----------- | ---------------- | ---------------- | ------------------- | ----------------- |
| 이나바 이와키치   | 稻葉 岩吉   | 1925년 6월 6일   | 1925년 6월 25일  | 중추원 촉탁         | 수사관에 임명됨   |
| 사사카와 다네오   | 笹川 種郞   | 1925년 6월 6일   | 1925년 8월 31일  |                     | 해촉              |
| 홍희              | 洪憙        | 1925년 6월 6일   | 1925년 6월 25일  | 중추원 촉탁         | 수사관에 임명됨   |
| 세노 우마쿠마     | 瀨野 馬熊   | 1925년 6월 6일   | 1935년 5월 20일  | 중추원 촉탁         | 사망              |
| 이와타니 다케이치 | 岩谷 武市   | 1925년 7월 25일  | 1928년 6월 6일   | 중추원 촉탁         | 해촉              |
| 가와구치 우키쓰   | 川口 卯橘   | 1925년 7월 25일  | 1931년 12월 17일 |                     | 사망              |
| 시부에 게이조     | 澁江 桂藏   | 1925년 11월 4일  | 1934년 4월 16일  |                     | 사망              |
| 나카무라 히데타카 | 中村 榮孝   | 1926년 5월 31일  | 1927년 12월 31일 |                     | 수사관에 임명됨   |
| 이마니시 류       | 今西 龍     | 1926년 9월 28일  | 1932년 5월 20일  | 경성제국대학 교수   | 사망              |
| 박용구            | 朴容九      | 1926년 12월 31일 | 1932년 1월 23일  |                     | 사망              |
| 스에마쓰 야스카즈 | 末松 保和   | 1927년 5월 13일  | 1928년 3월 21일  |                     | 수사관보에 임명됨 |
| 이병도            | 李丙燾      | 1927년 5월 31일  |                  |                     |                   |
| 육종윤            | 陸鍾允      | 1927년 6월 10일  | 1927년 7월 20일  |                     | 해촉              |
| 권중익            | 權重翼      | 1927년 7월 31일  | 1927년 12월 16일 |                     | 사망              |
| 김태두            | 金台斗      | 1927년 10월 20일 | 1928년 12월 20일 |                     | 해직              |
| 조중관            | 趙重觀      | 1928년 3월 31일  | 1932년 1월 23일  |                     | 해직              |
| 최남선            | 崔南善      | 1928년 10월 8일  | 1936년 6월 25일  |                     | 해촉              |
| 신석호            | 申奭鎬      | 1929년 4월 27일  | 1930년 5월 2일   |                     | 수사관보에 임명됨 |
| 하기와라 히데오   | 萩原 秀雄   | 1929년 6월 17일  | 1933년 6월 31일  |                     | 수사관보에 임명됨 |
| 구찬서            | 具瓚書      | 1929년 6월 20일  | 1936년 4월 23일  |                     | 사망              |
| 조한직            | 趙漢稷      | 1929년 12월 31일 | 1938년 3월 15일  |                     | 해촉              |
| 윤용균            | 尹瑢均      | 1930년 4월 15일  | 1931년 9월 14일  |                     | 사망              |
| 이마무라 도모     | 今村 鞆     | 1930년 7월 21일  | 1931년 12월 21일 |                     | 해촉              |
| 소노다 요지로     | 園田 庸次郞 | 1931년 9월 30일  |                  | 고원                |                   |
| 마에다 고조       | 前田 耕造   | 1932년 12월 31일 | 1935년 4월 12일  | 고원                | 서기에 임명됨     |
| 다보하시 기요시   | 田保橋 潔   | 1933년 3월 15일  |                  | 경성제국대학 교수   |                   |
| 다가와 고조       | 田川 孝三   | 1933년 3월 31일  | 1935년 4월 12일  |                     | 수사관보에 임명됨 |
| 스도 요시유키     | 周藤 吉之   | 1933년 9월 15일  | 1936년 10월 24일 |                     | 해촉              |
| 마루가메 긴사쿠   | 丸龜 金作   | 1933년 9월 15일  |                  |                     |                   |
| 구로다 쇼조       | 黑田 省三   | 1934년 4월 30일  |                  |                     |                   |
| 이시하라 도시오   | 石原 俊雄   | 1934년 4월 30일  | 1937년 3월 15일  |                     | 해촉              |
| 마쓰오카 이와오   | 松岡 巖     | 1934년 6월 18일  | 1936년 11월 29일 |                     | 사망              |
| 스에마쓰 야스카즈 | 末松 保和   | 1935년 6월 18일  |                  | 경성제국대학 조교수 |                   |
| 다나카 한지로     | 田中 半次郞 | 1936년 6월 30일  | 1937년 3월 15일  |                     | 해촉              |
| 후지이 세이치     | 藤井 誠一   | 1936년 6월 30일  | 1937년 3월 15일  |                     | 해촉              |
| 이나바 이와키치   | 稻葉 岩吉   | 1937년 6월 26일  |                  |                     |                   |
| 나카무라 히데타카 | 中村 榮孝   | 1937년 6월 26일  |                  |                     |                   |

## 간행 서적
- 《조선사》, 전 37권, 1938년
- 《조선자료총간》
- 《조선자료집진》

## 같이 보기
- 조선총독부 중추원
- 진단학회
- 이완용
- 최남선
- 이병도
- 신석호
- 박영효
- 권중현

## 참고 문헌 및 링크
- 조선총독부 조선사편수회, 《조선사편수회사업개요》, 조선총독부 조선사편수회, 1938
- 김삼웅, 《한국사를 뒤흔든 위서》, 인물과 사상사, 2004
- 김태웅, 「日帝 強占 初期의 奎章閣 圖書 整理 事業」, 규장각한국학연구원